# Silusa alternans
Silusa alternans är en skalbaggsart som beskrevs av Wilhelm Ferdinand Erichson 1837. Silusa alternans ingår i släktet Silusa och familjen kortvingar. Inga underarter finns listade i Catalogue of Life.